# Adolf Reichwein
Adolf Reichwein (3 de octubre de 1898-20 de octubre de 1944) fue un educador alemán, economista y creador de políticas culturales para el SPD. También fue un combatiente de la resistencia alemana en la Alemania Nazi.

## Biografía
Reichwein nació en Bad Ems. Tomó parte en la Primera Guerra Mundial, en la que fue gravemente herido en un pulmón. Reichwein estudió en las universidades de Frankfurt am Main y Marburg, bajo la autoridad de Hugo Sinzheimer y Franz Oppenheimer, entre otros. En la década de 1920, estuvo activo en política educativa y educación para adultos en Berlín y Turingia. Fue él quien fundó el Volkshochschule ("Escuela Secundaria del Pueblo" - e.g., Colegio Comunitario) y el Arbeiterbildungsheim ("Hogar de Formación de Trabajadores") en Jena y los gestionó hasta 1929. En su Hungermarsch nach Lappland ("Marcha del Hambre a Laponia") describió en forma de diario una caminata agotadora con algunos jóvenes desempleados en el extremo norte. En 1929-1930, trabajó como consejero del Ministro de Cultura Prusiano Carl Heinrich Becker.
Entre 1930 y 1933, fue profesor en la recién fundada Academia Pedagógica en Halle. Después de la toma del poder por los nazis, fue despedido por razones políticas y enviado a Tiefensee en Brandeburgo para ser profesor de escuela elemental. Ahí, hasta 1939, realizó muchos experimentos de instrucción, que recibieron mucha atención, con educación progresista y especialmente educación vocacional en mente. Reichwein describió en su obra Schaffendes Schulvolk ("Gente Productiva de la Escuela") su concepto de instrucción, inspirado por el movimiento Wandervogel y la pedagogía de la escuela de trabajo, que se centraba principalmente en excursiones, instrucción orientada a la actividad con escuelas jardín, y proyectos que abarcaban grupos de edad. Por Sachunterricht (~educación de campo, o aprendizaje práctico) y su historia, incluyó importantes documentos históricos. Reichwein dividió el contenido educativo en un ciclo de verano (ciencias naturales y estudios sociales) y un ciclo de invierno ("el Hombre/en su territorio"). Desde 1939, Reichwein trabajó en el Museo de Folclore en Berlín como educador del museo.

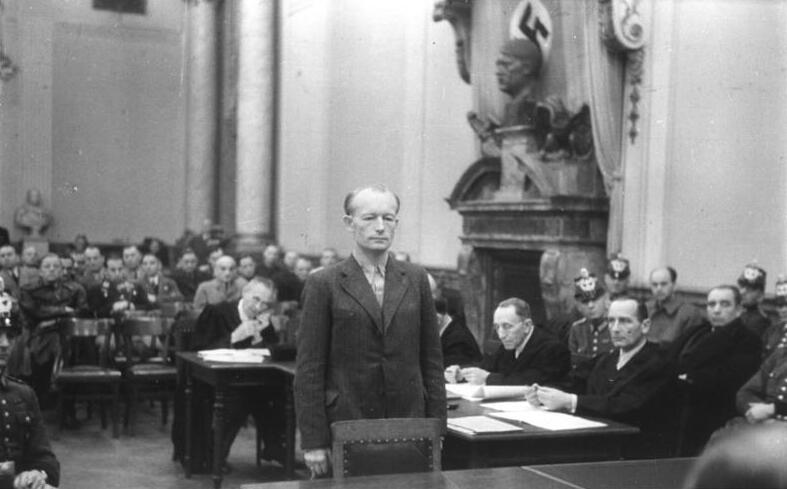
Adolf Reichwein ante el Volksgerichtshof.

Como miembro del Círculo de Kreisau, Reichwein perteneció al movimiento de resistencia contra Hitler. A principios de julio de 1944, Reichwein fue arrestado por la Gestapo, y en un juicio contra Julius Leber, Hermann Maaß y Gustav Dahrendorf, fue sentenciado a muerte por el Volksgerichtshof de Roland Freisler. Fue asesinado junto a Maaß en la prisión de Plötzensee en Berlín el 20 de octubre de 1944.

## Obras (selección)
- Schaffendes Schulvolk. Kohlhammer Verlag, Stuttgart/Berlín 1937.
- Film in der Landschule. Kohlhammer Verlag, Stuttgart/Berlín 1938.
- Schaffendes Schulvolk – Film in der Schule. Die Tiefenseer Schulschriften. pub. by. Wolfgang Klafki et al.. Beltz, Weinheim/Basel 1993. ISBN 3-407-34063-X

## Eponimia
El asteroide (8684) Reichwein fue nombrado así en su honor.